# Jan Labordus
Jan Labordus (Amsterdam, 14 september 1931 - aldaar, 19 augustus 2004) was een Nederlandse solo-paukenist van het Koninklijk Concertgebouworkest te Amsterdam en hoofdvakdocent slagwerk aan het Conservatorium van Amsterdam. Volgens collega-musici was Labordus in zijn tijd de ‘beste paukenist’ ter wereld. 

## Jeugd
Jan Labordus werd geboren in de Amsterdamse Jordaan in een amuzikaal gezin. Zijn vader was havenarbeider. De jonge Labordus ontdekte al vroeg zijn voorliefde voor slagwerk en speelde in de jeugdharmonie van de Westerspeeltuin. Vanaf 12-jarige leeftijd kreeg hij les van zijn overbuurman Cor Smit, solopaukenist van het Concertgebouworkest. Toen hij 14 jaar was ging hij naar het conservatorium en een jaar later werd hij aangenomen als slagwerker bij het Utrechts Stedelijk Orkest dat onder leiding stond van Willem van Otterloo.

## Concertgebouworkest
Op zijn 22e (1953) volgde Labordus Cor Smit op en werd paukenist bij het Concertgebouworkest. Daar is hij tot 1991 gebleven. Hij werkte met topdirigenten als Otto Klemperer en Leonard Bernstein. Een bijzondere band had hij met Bernard Haitink. Werken van Stravinsky, Mahler en Tsjaikovski speelde hij graag. Met moderne muziek had hij meer moeite. Ooit zei hij daarover dat het niet veel uitmaakte of je deze muziek elke avond anders speelde. Niemand die het merkte. 
In 1986 werd Labordus uitverkoren de paukenist te zijn in het World Philharmonic Orchestra, een elite-orkest geformeerd uit de allerbeste spelers van internationaal vermaarde orkesten. De superformatie speelde onder leiding van Lorin Maazel een eenmalig benefietconcert in Rio de Janeiro. 
Onder Labordus’ leiding werd in 1965 Slagwerkgroep Amsterdam opgericht waarin hij zelf ook geregeld meespeelde.